# عبدالله بن ناصر آل ثانی
عبدالله بن ناصر بن خلیفه آل ثانی (عربی: عبدالله بن ناصر بن خلیفة آل ثانی؛ زادهٔ ۱۹۶۰) یک سیاست‌مدار اهل قطر است. وی از ۲۶ ژوئن ۲۰۱۳ تا ۲۸ ژانویه ۲۰۲۰ عهده‌دار سمت نخست‌وزیری قطر بود. وی همچنین برنده جوایزی همچون لژیون دونور شده‌است.
عبدالله بن ناصر دارای مدرک کارشناسی علوم پلیسی از کالج نظامی دورهام و همچنین کارشناسی قانونگذاری از دانشگاه عربی بیروت است.